# Župnija Sv. Florijan ob Boču
Župnija Sv. Florijan ob Boču je rimskokatoliška teritorialna župnija Dekanije Kozje - Rogatec - Šmarje pri Jelšah, ki je del škofije Celje. Do 7. aprila 2006, ko je bila ustanovljena škofija Celje, je bila župnija del kozjanskega naddekanata škofije Maribor. Župnijska cerkev je cerkev sv. Florjana.